# NGC 4403
NGC 4403 é uma galáxia espiral (Sab) localizada na direcção da constelação de Virgo. Possui uma declinação de -07° 41' 05" e uma ascensão recta de 12 horas, 26 minutos e 12,8 segundos.
A galáxia NGC 4403 foi descoberta em 20 de Março de 1789 por William Herschel.